# Frihedskæmper
 Der er for få eller ingen kildehenvisninger i denne artikel, hvilket er et problem. Du kan hjælpe ved at angive troværdige kilder til de påstande, som fremføres i artiklen.

En frihedskæmper kan være en person, der kæmper og gør modstand mod en okkupationsmagt, som eksempelvis modstandsbevægelsens kamp under den tyske besættelse af Danmark under 2. verdenskrig.
Udtrykket frihedskæmper er kontroversielt, afhængig af forskellige politiske opfattelser og synspunkter.
Skellet mellem hvornår en frihedskæmper er terrorist og omvendt er en altid aktuel debat. Okkupanter kalder ofte frihedskæmpere for terrorister.

## Aforisme
- Der er en aforisme, der siger at en mands terrorist er en anden mands frihedskæmper.

## Eksempel
Den amerikanske præsident Ronald Reagan beskrev, efter Sovjetunionens invasion af Afghanistan i 1979, de anti-sovjetiske oprører i Afghanistan som frihedskæmpere medens de samme personer nogle år senere blev kaldt terrorister. (USA involverede sig tidligt – uofficielt – i Afghanistan).